# تلویزیون آنالوگ
سیستم تلویزیونی آنالوگ نخستین سیستم تلویزیون است. در این روش تصاویر تلویزیونی و اطلاعات مربوط به صدای آن به صورت سیگنال‌های آنالوگ منتقل می‌شوند. یعنی سامانه‌ای که در آن پیام فرستاده شده توسط سیگنال مربوطه، مجموعه‌ای است از تغییرات دامنه یا فرکانس سیگنال. 

## تلویزیون آنالوگ
تا زمان پیدایش تلویزیون دیجیتال و نیز تلویزیون با نمایشگر LCD در دهه ۱۹۹۰، تمام تلویزیون‌ها بر اساس سیستم فرستنده و گیرنده آنالوگ کار می‌کردند که در آنها تصویر بر لامپ اشعه کاتدی نمایش داده می‌شد.

## سیستم‌های رایج تلویزیون آنالوگ
- پال-سامانه فرستنده تلویزیون رنگی
- سکام
- ان تی اس سی